# George Clowes
Winchester St. George Clowes (* 4. Oktober 1879 in Surbiton; † 25. Februar 1940 in Framlingham) war ein britischer Motorbootfahrer. 
Clowes nahm an den Olympischen Spielen 1908 in London über 40 Seemeilen in der (unbeschränkten) A-Klasse teil. Clowes war Maschinist auf dem Boot Wolseley-Siddeley, das Hugh Grosvenor, 2. Duke of Westminster, gehörte. Drittes Besatzungsmitglied war am 28. August 1908, als das Rennen wegen schlechtem Wetter abgebrochen wurde, Joseph Laycock. Am nächsten Tag fuhr George H. Atkinson als dritter Mann auf der Wolseley-Siddeley mit. Konkurrent war der Franzose Émile Thubron auf dem Boot Camille, der einzige nicht britische Teilnehmer im Feld. Die Wolseley-Siddeley lief nach zwischenzeitlicher Führung auf Grund und musste den Wettkampf aufgeben. So erreichte Thubron nach 2:26:53 Stunden als Einziger das Ziel und gewann die Goldmedaille. 
Das Boot Wolseley-Siddeley war nach den eingebauten Automotoren benannt und hatte bei früheren Rennen Geschwindigkeiten von bis zu 56 km/h erreicht.
Nach 1908 wurde Motorbootsport nie mehr olympische Disziplin, sodass George Clowes einer von wahrscheinlich nur 13 oder 14 Teilnehmern war, die je bei olympischen Motorbootwettbewerben gestartet sind.

## Quelle
- Offizieller Bericht zu den Olympischen Spielen 1908, Seiten 265 bis 269, (engl.) (PDF; 14,7 MB)